# Bahnhof Sōen
Der Bahnhof Sōen (jap. 桑園駅, Sōen-eki) ist ein Bahnhof auf der japanischen Insel Hokkaidō. Er befindet sich in der Unterpräfektur Ishikari auf dem Gebiet der Stadt Sapporo.

## Verbindungen
Sōen ist ein nahe dem Stadtzentrum gelegener Trennungsbahnhof an der Hakodate-Hauptlinie von Hakodate nach Sapporo, der bedeutendsten Bahnstrecke Hokkaidōs. Hier zweigt die Sasshō-Linie in Richtung Hokkaidō-Iryōdaigaku ab. Beide Linien werden von der Gesellschaft JR Hokkaido betrieben.
Auf der Hakodate-Hauptlinie verkehren Regionalzüge alle 10 bis 20 Minuten nach Otaru im Westen bzw. nach Iwamizawa und Tomakomai im Osten. Ergänzt wird dieses Angebot durch Eilzüge (Ishikari Liner) zwischen Otaru und Iwamizawa. Auf der Sasshō-Linie wird ein 15-Minuten-Grundtakt angeboten, wobei alle Züge vom benachbarten Bahnhof Sapporo aus verkehren.
Sowohl auf der Nord- als auch auf der Südseite des Bahnhofs gibt es Bushaltestellen, an denen zahlreiche Linien verschiedener Gesellschaften halten.

## Anlage
Der von Südosten nach Nordwesten ausgerichtete Bahnhof befindet sich auf einem breiten Viadukt, wobei das Erdgeschoss als Verteilerebene dient. Der Viadukt verfügt über vier überdachte Gleise, die an zwei Seiten- und einem Mittelbahnsteig liegen. Die zwei südlichen Gleise sind der Hakodate-Hauptlinie vorbehalten, die zwei nördlichen der Sasshō-Linie. Der Bahnhof ist mit dem im Jahr 2002 eröffneten Einkaufszentrum Æon Sapporo Sōen sowie mit einem Bürohochhaus verbunden, in dem sich der Hauptsitz von JR Hokkaido und die Hokkaidō-Zweigstelle von JR Freight befinden. Wenige Gehminuten entfernt sind die Pferderennbahn Sapporo und der Campus der Universität Hokkaidō.
Im Fiskaljahr 2014 wurden durchschnittlich 9.903 Fahrgäste pro Tag gezählt, womit Sōen der am sechstmeisten frequentierte Bahnhof von JR Hokkaido ist.

## Bilder

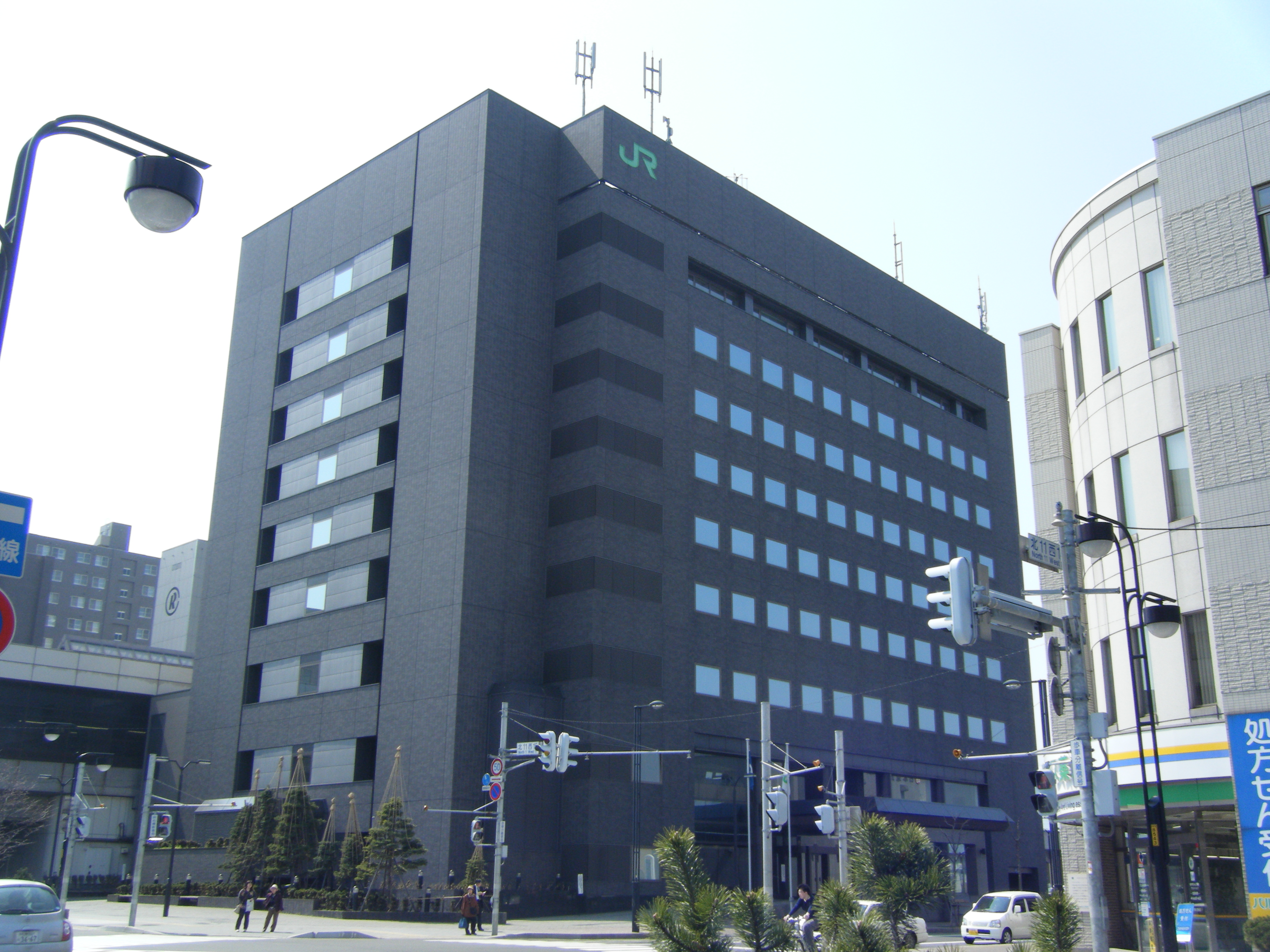
Hauptsitz von JR Hokkaido neben dem Bahnhof
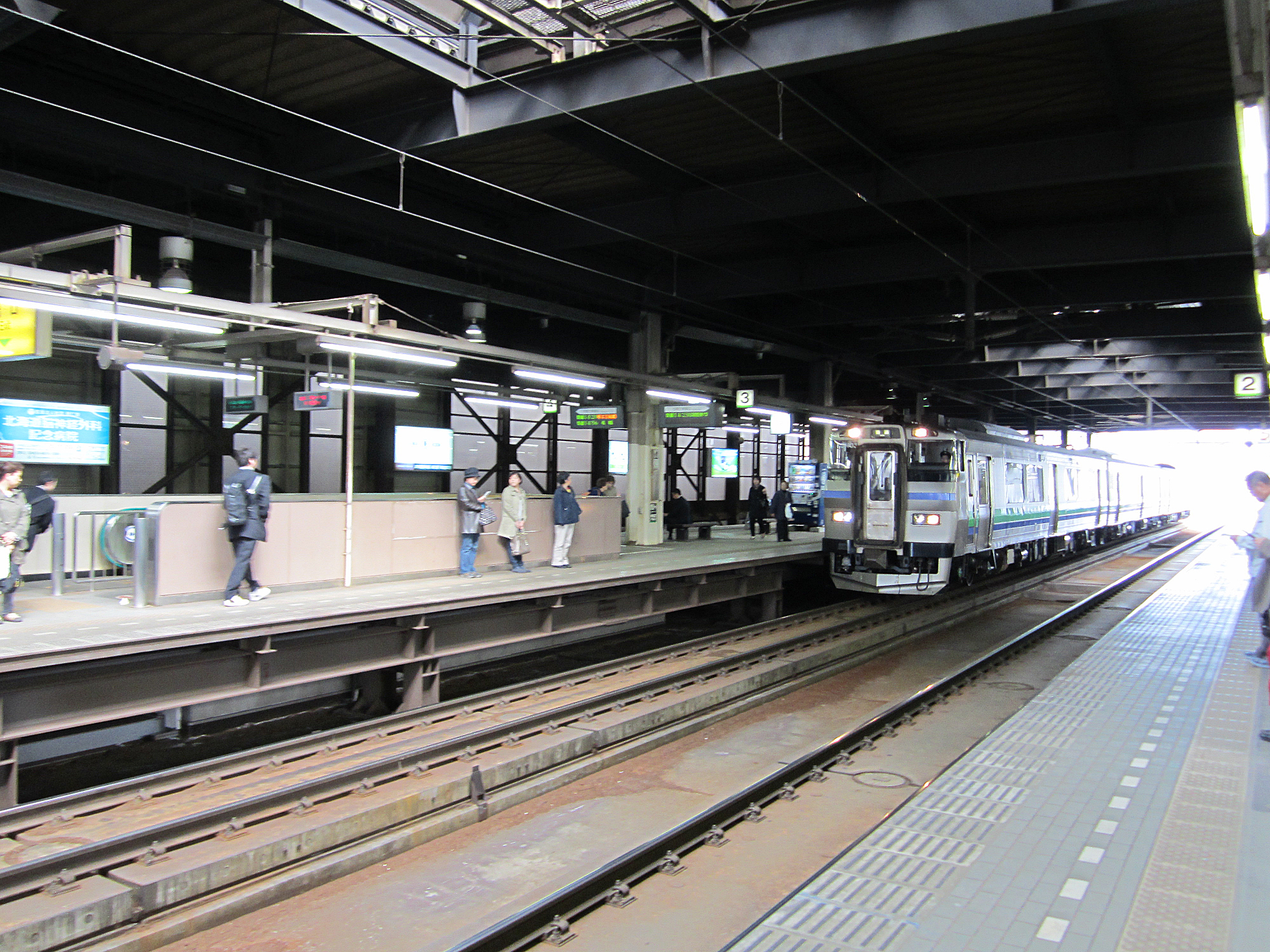
Einfahrender Zug
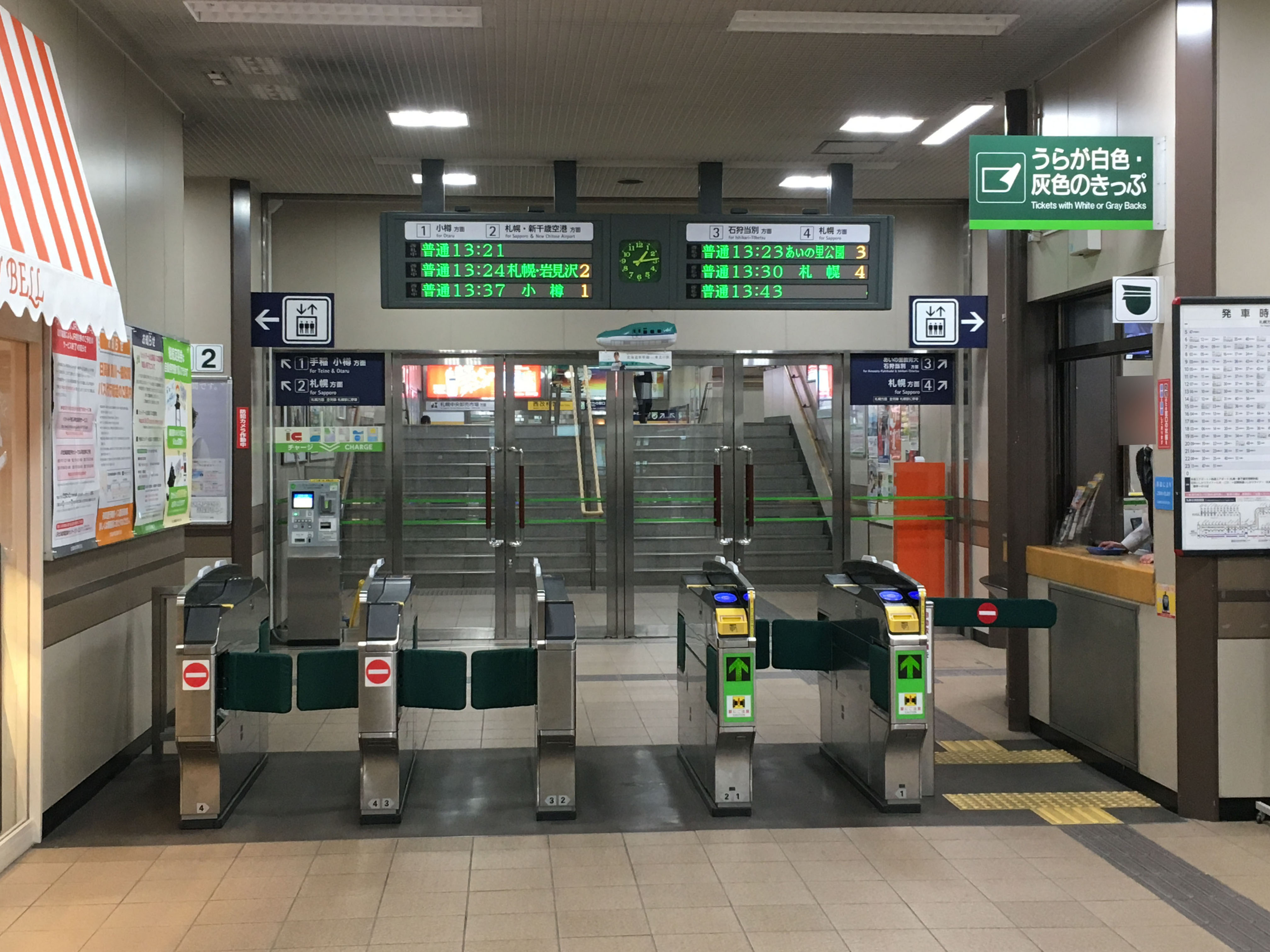
Bahnsteigsperren
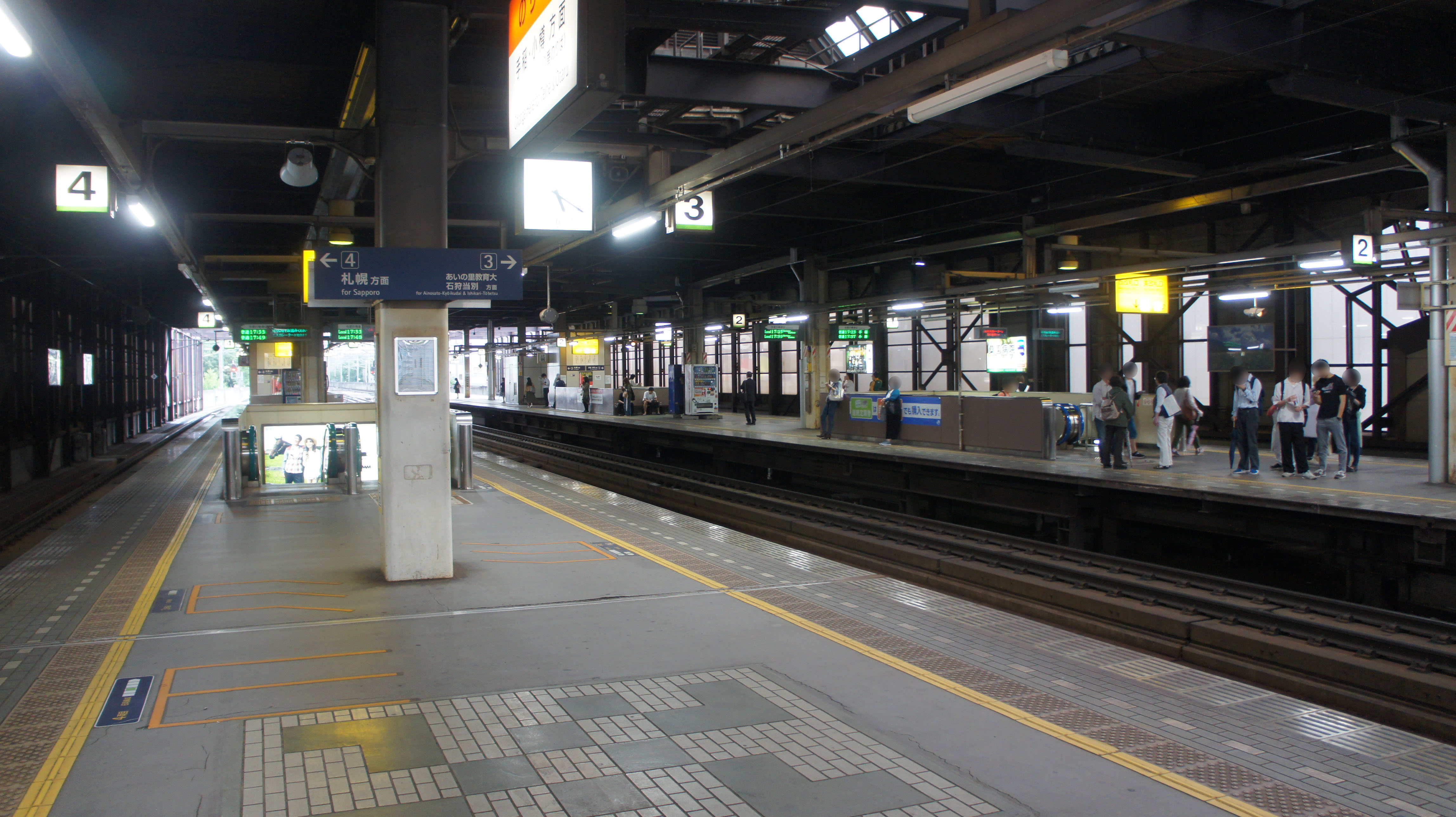
Bahnsteige
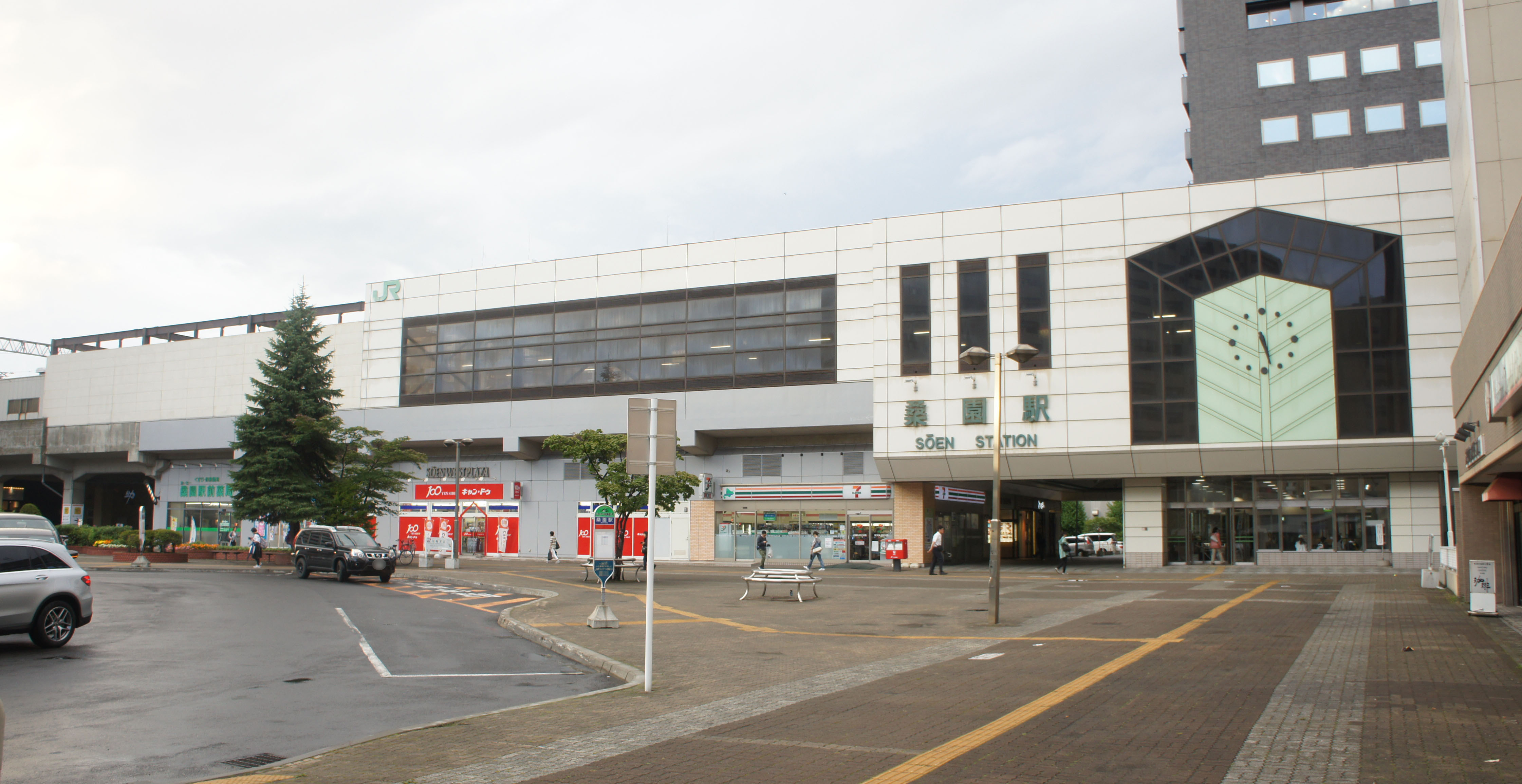
Bahnhofsgebäude

## Gleise
| 1 | ▉ Hakodate-Hauptlinie | Teine • Otaru                               |
| 2 | ▉ Hakodate-Hauptlinie | Sapporo • Iwamizawa • Flughafen Neu-Chitose |
| 3 | ▉ Sasshō-Linie        | Ishikari-Tōbetsu • Hokkaidō-Iryōdaigaku     |
| 4 | ▉ Sasshō-Linie        | Sapporo                                     |

## Linien
| Verlauf der Hakodate-Hauptlinie |
| --- |
| Hakodate • Goryōkaku • Kikyō • Ōnakayama • Nanae • Shin-Hakodate-Hokuto • Niyama • Ōnuma • Ōnumakōen • Akaigawa • Komagatake • Mori • Katsuragawa • Ishiya • Hon-Ishikura • Ishikura • Otoshibe • Nodaoi • Yamakoshi • Yakumo • Washinosu • Yamasaki • Kuroiwa • Kita-Toyotsu • Kunnui • Oshamambe • Futamata • Warabitai • Kuromatsunai • Neppu • Mena • Rankoshi • Konbu • Niseko • Hirafu • Kutchan • Kozawa • Ginzan • Shikaribetsu • Niki • Yoichi • Ranshima • Shioya • Otaru • Minami-Otaru • Otaru-Chikkō • Asari • Zenibako • Hoshimi • Hoshioki • Inaho • Teine • Inazumikōen • Hassamu • Hassamuchūō • Kotoni • Sōen • Sapporo • Naebo • Shiroishi • Atsubetsu • Shinrinkōen • Ōasa • Nopporo • Takasago • Ebetsu • Toyohoro • Horomui • Kami-Horomui • Iwamizawa • Minenobu • Kōshunai • Bibai • Chashinai • Naie • Toyonuma • Sunagawa • Takikawa • Ebeotsu • Moseushi • Fukagawa • Osamunai • Chikabumi • Asahikawa Sawara-Zweigstrecke: Ōnuma • Chōshiguchi • Shikabe • Oshima-Numajiri • Oshima-Sawara • Kakarima • Oshironai • Higashi-Mori • Mori |

| Verlauf der Sasshō-Linie |
| --- |
| Sapporo • Sōen • Hachiken • Shinkawa • Shin-Kotoni • Taihei • Yurigahara • Shinoro • Takuhoku • Ainosato-Kyōikudai • Ainosato-Kōen • Ishikari-Futomi • Ishikari-Tōbetsu • Hokkaidō-Iryōdaigaku |

## Geschichte

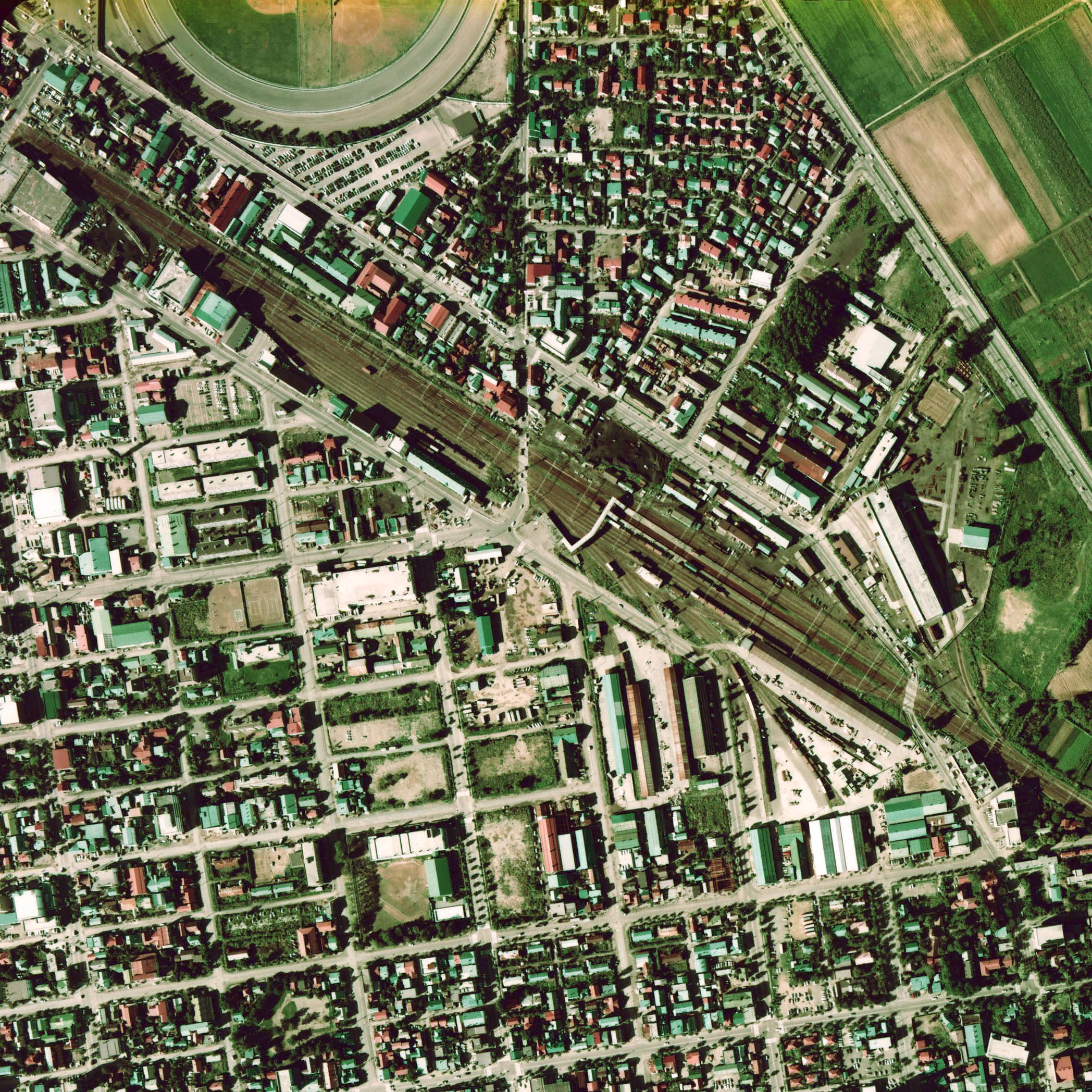
Luftansicht (1976)

Die Strecke der Hakodate-Hauptlinie zwischen Sapporo und Otaru bestand seit 1880, doch hielten die Züge hier die ersten drei Jahrzehnte nicht. Dies änderte sich im August 1908, als das Eisenbahnamt (das spätere Eisenbahnministerium) eine provisorische Haltestelle errichtete, die nur an Renntagen der nahen Pferderennbahn in Betrieb war. Am 1. Juni 1924 wurde die Haltestelle durch den definitiven Bahnhof Sōen ersetzt. Die Japanische Staatsbahn nahm am 20. November 1934 den südlichsten Abschnitt der Sasshō-Linie zwischen Sōen und Ishikari-Tōbetsu in Betrieb.
Am 15. Dezember 1959 eröffnete die Staatsbahn eine kurze Zweigstrecke von Sōen zur Großmarkthalle von Sapporo, legte diese aber bereits am 2. Oktober 1978 wieder still. Seit dem 28. August 1968 ist die Hakodate-Hauptlinie im Vorortsbereich elektrifiziert. Im Rahmen der Staatsbahnprivatisierung ging der Bahnhof am 1. April 1987 in den Besitz der neuen Gesellschaft JR Hokkaido über. 1988 ersetzte ein Viadukt die frühere ebenerdige Streckenführung zwischen dem Bahnhof Sapporo und der Abzweigung der Sasshō-Linie, was auch den Umbau des Bahnhofs Sōen nach sich zog. Eine weitere Verbesserung der Betriebssituation ergab sich am 1. Juni 2012 mit der Elektrifizierung der Sasshō-Linie bis nach Hokkaidō-Iryōdaigaku.